# Tipula (Beringotipula) inyoensis
Tipula (Beringotipula) inyoensis is een tweevleugelige uit de familie langpootmuggen (Tipulidae). De soort komt voor in het Nearctisch gebied.
De wetenschappelijke naam voor de soort werd voor het eerst geldig gepubliceerd in 1946 door Charles Paul Alexander.